# 戈麦斯新镇
戈麦斯新镇，是西班牙卡斯蒂利亚-莱昂阿维拉省的一个市镇。总面积21平方公里，总人口156人（2001年），人口密度7人/平方公里。